# SMS Kaiser Wilhelm der Große
El SMS Kaiser Wilhelm der Große (en español Emperador Guillermo el Grande) fue un acorazado pre-dreadnought alemán de la clase Kaiser Friedrich III, construido en torno al cambio al siglo XX en los astilleros Friedrich Krupp Germaniawerft de Kiel. Fue puesto en grada en enero de 1898 y completado en mayo de 1901, con un coste total de 20 254 000 marcos.

## Historial de servicio
Al igual que sus gemelos, al comienzo de la Primera Guerra Mundial, el Kaiser Wilhelm der Große fue relegado a tareas de defensa costera dentro de la V escuadra de combate de la Kaiserliche Marine, únicamente para ser retirado del servicio activo en 1915. El Kaiser Wilhelm der Große sirvió el resto del conflicto como buque prisión, hasta que fue dado de baja por la Reichsmarine y vendido para desguace en 1920.